# Ranunculus canus
Ranunculus canus Benth. – gatunek rośliny z rodziny jaskrowatych (Ranunculaceae Juss.). Występuje endemicznie w Stanach Zjednoczonych, w Kalifornii.

## Morfologia
PokrójBylina.
LiścieSą trójdzielne. Mają owalny kształt. Mierzą 3,5–9,5 cm długości oraz 3,5–9,5 cm szerokości. Brzegi są ząbkowane. Ogonek liściowy jest mniej lub bardziej owłosiony i ma 1,5–5 cm długości.
KwiatySą żółtego koloru. Mają 5 owalnych działek kielicha, które dorastają do 3–8 mm długości. Mają od 5 do 17 płatków o długości 6–12 mm.
OwoceNagie niełupki o jajowatym kształcie i długości 3–4 mm. Tworzą owoc zbiorowy – wieloniełupkę o kulistym lub półkulistym kształcie i dorastającą do 7–10 mm długości.

## Biologia i ekologia
Rośnie na łąkach i polanach w lasach. Występuje na wysokości do 1200 m n.p.m. Kwitnie od marca do lipca.

## Zmienność
W obrębie tego gatunku wyróżniono jedną odmianę:
- Ranunculus canus var. ludovicianus (Greene) L.D. Benson